# شارع سان مور (مترو باريس)
شارع سان مور (بالفرنسية: Rue Saint-Maur)‏ هي محطة مترو تابعة لمترو باريس تقع في فرنسا في الدائرة الحادية عشرة في باريس.[بحاجة لمصدر]